# Médiateur du livre
La fonction de médiateur du livre est une autorité française créée en 2014 et chargée d'une mission de conciliation à propos des litiges liés au livre et à son prix unique. 
Depuis 2020, le conseiller d’État Jean-Philippe Mochon, nommé par décret du 22 octobre 2020, exerce les responsabilités de Médiateur du livre.

## Histoire
Autorité créée par la loi du 17 mars 2014 relative à la consommation, la fonction de médiateur du livre est encadrée par le décret no 2014-936 du 19 août 2014.
Le décret no 2014-936 du 19 août 2014 relatif au Médiateur du livre prévoit que le titulaire de la fonction est nommé par décret pris sur le rapport du ministre chargé de la culture pour une durée de trois ans renouvelable, parmi les membres ou anciens membres du Conseil d’État, de la Cour de cassation ou de la Cour des comptes ou parmi des personnalités qualifiées, à raison de leur compétence dans le secteur du livre.

## Rôle et missions
Quoique n’étant pas compris dans la liste limitative des autorités administratives et publiques indépendantes dressée par la loi du 20 janvier 2017 portant statut général applicable de ces autorités, le Médiateur du livre présente la particularité d’être une autorité administrative instituée par le législateur, à l’occasion de la loi du 17 mars 2014 relative à la consommation.
Aux termes de cette loi, le médiateur est compétent, d’une part, pour prévenir ou faciliter la résolution des litiges susceptibles de s’élever dans l’application de la législation relative au prix du livre et du livre numérique, dans le cadre d’une procédure de conciliation préalable à la saisine des juridictions. Il peut, d’autre part, être saisi de litiges soulevés par des éditeurs privés au sujet des pratiques éditoriales des éditeurs publics.
À l’issue de la procédure conduite au titre de l’une ou l’autre de ces deux compétences, le médiateur peut constater l’existence d’un accord et faciliter l’exécution de celui-ci. À défaut d’un tel accord, il peut adresser aux parties une recommandation, non-contraignante, leur précisant les mesures qui lui paraissent de nature à mettre fin au litige. Enfin, le médiateur saisit les juridictions compétentes lorsque sont en cause des pratiques contraires à la législation relative au prix du livre et du livre numérique, informe le ministère public si les faits dont il a connaissance lui semblent susceptibles de recevoir une qualification pénale, ou saisit l’Autorité de la concurrence s’ils lui semblent constitutifs de pratiques anticoncurrentielles visées aux articles L. 420-1 et suivants du code de commerce.
Indépendamment de la prévention et de la résolution des litiges, le Médiateur du livre peut être saisi, ou se saisir d’office, de toute question qui présente un lien avec les cadres de régulation dont il est le garant (prix du livre et du livre numérique / édition publique). À ce titre, il conduit des réflexions ou concertations sur des questions structurantes pour l’industrie du livre.
Cette activité de concertation a notamment abouti à la signature, en juin 2017, de la Charte relative au prix du livre qui vise à assurer un meilleur respect des dispositions de la loi du 10 août 1981 relative au prix du livre, dite « loi Lang », sur les places de marché en ligne et dans les commerces proposant des livres neufs et des livres d’occasion. Cette Charte a été discutée dans le cadre d’une concertation organisée par le médiateur du livre. Elle est le fruit d’un dialogue soutenu entre les acteurs, qui a débouché sur un accord entre les organisations professionnelles du secteur (libraires, éditeurs, distributeurs de loisirs culturels), à l’origine de la saisine du médiateur, et les opérateurs du commerce de livres en ligne.
Enfin, le Médiateur du livre peut également formuler des préconisations aux pouvoirs publics afin de faire évoluer les dispositions normatives applicables à ses domaines de compétence.

## Liste des médiateurs
| Période     | Nom                   |
| ----------- | --------------------- |
| 2014-2016   | Laurence Engel        |
| 2016-2017   | Marc Schwartz         |
| 2017-2019   | Olivier Henrard       |
| 2019-2020   | Sophie-Justine Lieber |
| depuis 2020 | Jean-Philippe Mochon  |

## Le cadre juridique
Le Médiateur du livre
- Loi n° 2014-344 du 17 mars 2014 relative à la consommation (article 144)
- Décret no 2014-936 du 19 août 2014 relatif au médiateur du livre
- Décret du 22 octobre 2020 portant nomination du médiateur du livre

Prix du livre
- Loi n° 81-766 du 10 août 1981 relative au prix du livre
- Décret n° 81-1068 du 3 décembre 1981 pris pour l’application de la loi n° 81-766 du 10 août 1981 relative au prix du livre et portant modification du régime du dépôt légal, modifié par décret n° 90-73 du 10 janvier 1990
- Décret n°83-5 du 5 janvier 1983 pris pour l’application dans les départements d’outre-mer de la loi n° 81-766 du 10 août 1981 relative au prix du livre – livres non scolaires
- Décret n° 85-556 du 29 mai 1985 relatif aux infractions à la loi n° 81-766 du 10 août 1981 modifiée relative au prix du livre
- Décret n° 85-862 du 8 août 1985 pris pour l’application de la loi n° 81-766 du 10 août 1981 modifiée relative au prix du livre en ce qui concerne les livres scolaires, modifié par le décret n° 2004-922 du 31 août 2004 (article D314-128 du Code de l’éducation)
- Décret n° 2018-170 du 7 mars 2018 relatif au prix du livre en Guadeloupe, en Guyane, en Martinique, à La Réunion, dans le département de Mayotte, à Saint-Barthélemy, à Saint-Martin et à Saint-Pierre-et-Miquelon
- Circulaire du 30 décembre 1981 relative au prix du livre
- Circulaire du 10 janvier 1990 relative au prix des livres édités hors de France et proposés à la vente en France
- Arrêt de la Cour de Justice des Communautés Européennes du 10 janvier 1985 (déclarant la loi du 10 août 1981 conforme aux traités européens)

Prix du livre numérique
- Loi n° 2011-590 du 26 mai 2011 relative au prix du livre numérique
- Décret n° 2011-1499 du 10 novembre 2011 pris en application de la loi du 26 mai 2011 relative au prix du livre numérique
- Décret n° 2012-146 du 30 janvier 2012 relatif aux infractions à la loi du 26 mai 2011 relative au prix du livre numérique

Édition publique
- Circulaire du 20 mars 1998 relative à l’activité éditoriale des administrations et des établissements publics de l’État
- Circulaire du 9 décembre 1999 relative à l’institution d’un médiateur de l’édition publique
- Circulaire du 29 mars 2012 relative à l’efficience des activités de publication de l’État

L’article 144 de loi du 17 mars 2014 relative à la consommation prévoit que le médiateur du livre peut être saisi des litiges opposant des éditeurs privés à un éditeur public au sujet de ses pratiques éditoriales. À ce titre, le médiateur du livre exerce une partie des missions qui étaient auparavant assurées par le médiateur de l’édition publique institué par la circulaire du 9 décembre 1999.